# Elecciones legislativas de El Salvador de 2018
Las elecciones legislativas de la República de El Salvador de 2018 son las novenas de su tipo desde la firma de los Acuerdos de Paz de 1992 y las duodécimas desde la promulgación de la Constitución de la República de 1983; en ellas se eligieron a 84 diputados a la Asamblea Legislativa y a la institución constituyente del Órgano Legislativo. El Tribunal Supremo Electoral de El Salvador (TSE) las convocó el 4 de octubre de 2017, siendo celebradas el domingo 4 de marzo de 2018.
De conformidad a las sentencias previas emitidas por la Sala de lo Constitucional de la Corte Suprema de Justicia (CSJ), estas serán las primeras elecciones en la que los Organismos Electorales Temporales (miembros de las Juntas Electorales Departamentales, Municipales y Juntas Receptoras de Votos) estarán conformadas por ciudadanos sin afiliación a cualquiera de los partidos políticos legales existentes; como en las elecciones anteriores podrán participar para la elección de diputados a la Asamblea Legislativa ciudadanos sin afiliación partidaria que cumplan los requisitos establecidos en la Ley Electoral, los concejos municipales estarán conformados por representantes de diversos partidos políticos minoritarios, mientras que los ciudadanos podrán ejercer la modalidad de voto cruzado o fraccionado en la elección de diputados.
Según la Ley de Partidos Políticos y mediante sentencia de la Sala de lo Constitucional de la CSJ, se hizo obligatorio para los institutos políticos como paso previo a la inscripción de candidatos a cargos de elección popular el que estos fueran seleccionados mediante votación libre, igualitaria y secreta entre los afiliados cumpliendo los requisitos establecidos en sus estatutos particulares, estas elecciones internas debían ser convocadas con al menos 6 meses de antelación a la convocatoria electoral del TSE.
El padrón electoral se cerró a inscripciones el 4 de septiembre de 2017 con todos los ciudadanos automáticamente inscritos mediante de la obtención de su Documento Único de Identidad hasta el 3 de septiembre y los ciudadanos menores de 18 años que cumpliéndolos entre esa fecha y el 3 de marzo de 2018 solicitaron su inscripción antes del cierre del mismo. El período de revisión se extendió hasta el 4 de noviembre, fecha del cierre definitivo del padrón de electores. Los salvadoreños residentes en el extranjero no participarán en estas elecciones legislativas y municipales, esto a pesar de existir una sentencia de la Sala de lo Constitucional a su favor y que mandata a aplicarlo a más tardar en las elecciones legislativas y municipales de 2021.

## Sistema electoral
La base del sistema electoral como establece la Constitución de la República de El Salvador de 1983 es la población (Art. 79), en esta también se establece el voto como libre, directo, igualitario y secreto (Art. 78) y que para la elección de diputados exige la aplicación de un sistema de representación proporcional (Art. 79).
El Código Electoral, emitido en 2013 es parte de la legislación secundaria y establece elementos como las circunscripciones electorales: 14 en el caso de elecciones a diputados y correspondientes a los catorce departamentos en que administrativamente se divide el territorio salvadoreño (Art. 13, Código Electoral), y 262 en el caso de elecciones de concejos municipales correspondientes a los municipios que conforman la República (Art. 10, Código Electoral); así como la distribución de diputaciones de conformidad a la población, integración del Tribunal Supremo Electoral y los Organismos Electorales Temporales, procedimientos de inscripción de candidatos a cargos de elección popular y todo lo relacionado al proceso eleccionario.
Para facilitar la tarea el Tribunal Supremo Electoral (TSE) tiene un sistema donde los cuidados de El Salvador pueden hacer la consulta donde se les indica en qué lugar les toca votar, así mismo el número de la junta receptora de votos. Para hacer la consulta solo es necesario el DUI (Documento único de identidad).

### Asamblea Legislativa
La Constitución establece la formación de una Asamblea Legislativa por ciudadanos en el ejercicio de sus derechos políticos, que cumplan los requisitos constitucionales y elegidos de conformidad a lo determinado por esta, desde la firma de los Acuerdos de Paz el número de diputados según establece la legislación secundaria es de 84 (junto a sus suplentes electos junto a ellos) distribuidos en 14 circunscripciones electorales en función de su población siendo el número mínimo de diputaciones por circunscripción igual a 3. Los diputados son elegidos para un período de tres años con posibilidad de reelección mediante sufragio universal directo, a través de listas de candidatos de cada partido político legalmente inscrito ante el TSE o mediante candidaturas no partidarias, empleando la modalidad de voto cruzado o fraccionado. Todo ciudadano mayor de 18 años en el pleno goce de sus derechos políticos puede ejercer el sufragio dentro de la circunscripción electoral en la que sea residente.
El mecanismo de voto cruzado o fraccionado consiste en las siguientes opciones para el ciudadano:
- Votar directamente por la bandera de un partido político (equivale a marcar todos los candidatos de esa lista);
- Votar por la bandera de un partido político y seleccionar candidatos dentro de dicha lista para ocupar las diputaciones (únicamente suman marcas los candidatos seleccionados);
- Marcar candidatos de múltiples partidos (y/o candidatos independientes) siempre y cuando el número de estos no exceda el número de diputaciones de su circunscripción.

El voto en cualquiera de esas opciones siempre equivale a una unidad, siendo otorgada en su totalidad al partido político en los casos primero y segundo arriba expuestos, u otorgada en proporción al número de candidatos marcados de cada partido político y/o candidaturas independientes en el caso tercero. Marcar múltiples banderas políticas, o una bandera política cuando se han elegido candidatos de diversos partidos y/o candidaturas independientes, o superar el número de marcas (que dependen del número de diputados a elegir) según circunscripción conlleva la nulidad del voto.
Para la asignación de las diputaciones la Constitución establece que los partidos políticos son el instrumento de representación del pueblo dentro de las instituciones de gobierno (Art. 85), por lo que el primer criterio es la distribución de los escaños en cada circunscripción entre los partidos o coaliciones de partidos políticos con mayor cantidad de votos (suma de votos completos y fraccionados) según el principio de cocientes y residuos; luego de que estos ya se encuentran definidos, procede la designación de los ciudadanos de la lista electoral de cada partido político en función de la mayor cantidad de marcas obtenidas en las papeletas de votación.

Los 84 escaños de votación de la Asamblea actual se muestran agrupados por departamento, de mayor a menor.

| Elección a la Asamblea Legislativa 2018                          | Elección a la Asamblea Legislativa 2018 | Elección a la Asamblea Legislativa 2018 |
| ---------------------------------------------------------------- | --------------------------------------- | --------------------------------------- |
| Circunscripción                                                  | Diputados                               | Mapa                                    |
| San Salvador                                                     | 24                                      |                                         |
| La Libertad                                                      | 10                                      |                                         |
| Santa Ana                                                        | 7                                       |                                         |
| San Miguel, Sonsonate                                            | 6                                       |                                         |
| Usulután                                                         | 5                                       |                                         |
| Ahuachapán, La Paz                                               | 4                                       |                                         |
| Cabañas, Chalatenango, Cuscatlán, La Unión, Morazán, San Vicente | 3                                       |                                         |

## Calendario electoral
| Fecha                    | Evento |
| ------------------------ | --- |
| 3 de marzo de 2017       | Última fecha para cambios de residencia en el registro electoral |
| 3 de abril de 2017       | Inicio del período para realización de elecciones internas en partidos políticos                                                                                     |
| 2 de junio de 2017       | Inicio de recepción de solicitudes de inscripción de candidatos no partidarios Inicio del periodo final para solicitudes de inscripción de nuevos partidos políticos |
| 3 de agosto de 2017      | Última fecha para realización de elecciones internasen partidos políticos                                                                                            |
| 31 de agosto de 2017     | Última fecha para solicitudes de inscripción de nuevos partidos políticos                                                                                            |
| 3 de septiembre de 2017  | Última fecha para propuesta de partidos políticos de candidatos para Juntas Electorales Departamentales (JED) y Municipales (JEM)                                    |
| 4 de septiembre de 2017  | Suspensión de inscripciones en el registro electoral Inicio del período de inscripciones de coaliciones partidarias                                                  |
| 11 de septiembre de 2017 | Nombramiento de miembros de JED y JEM |
| 18 de septiembre de 2017 | Última fecha para inscripción de coaliciones partidarias |
| 3 de octubre de 2017     | Última fecha para recepción de solicitudes de inscripción de candidatos no partidarios                                                                               |
| 4 de octubre de 2017     | Convocatoria oficial para elecciones municipales y legislativas |
| 5 de octubre de 2017     | Inicio del período de inscripción de candidatos a diputados y concejos municipales                                                                                   |
| 19 de octubre de 2017    | Inicio del período de recepción de recursos de apelación de candidatos rechazados                                                                                    |
| 3 de noviembre de 2017   | Última fecha para propuesta de partidos políticos de candidatos para Juntas Receptoras de Votos (JRV)                                                                |
| 4 de noviembre de 2017   | Cierre definitivo del registro electoral |
| 18 de diciembre de 2017  | Última fecha para inscripción de candidatos a diputados y concejos municipales                                                                                       |
| 3 de enero de 2018       | Inicio del período de campaña para candidatos a diputados |
| 1 de febrero de 2018     | Última fecha para publicitar obras estatales y municipales |
| 3 de febrero de 2018     | Inicio del período de campaña para candidatos a concejos municipales                                                                                                 |
| 16 de febrero de 2018    | Última fecha para publicación y difusión de encuestas o proyecciones de resultados                                                                                   |
| 26 de febrero de 2018    | Última fecha de resolución de recursos de apelación de candidatos rechazados                                                                                         |
| 28 de febrero de 2018    | Última fecha del período de campaña para candidatos a diputados y concejos municipales                                                                               |
| 4 de marzo de 2018       | Elecciones legislativas y municipales |
| 6 de marzo de 2018       | Inicio del escrutinio final de los resultados electorales |
| 21 de marzo de 2018      | Finalización del escrutinio final de los resultados electorales |
| 23 de marzo de 2018      | Inicio de entrega de credenciales a los funcionarios electos |
| 5 de abril de 2018       | Finalización de entrega de credenciales a los funcionarios electos                                                                                                   |

## Resultados Preliminares
El escrutinio preliminar finalizó durante la noche del 6 de marzo y confirmó la tendencia que había marcado a lo largo de todo el proceso en favor del principal partido de oposición, Alianza Republicana Nacionalista (ARENA), quien mejoró sus resultados respecto a las elecciones legislativas y municipales de 2015 aumentando en 2 diputados su bancada en la Asamblea Legislativa, y obteniendo 135 alcaldías (sin contar las que gobierna en coalición). ARENA también consiguió recuperar la silla edilicia de San Salvador con su candidato Ernesto Muyshondt, quien derrotó a la candidata del partido oficialista Jackeline Rivera, designada tras la expulsión de las filas del partido del alcalde saliente Nayib Bukele en octubre de 2017.
Para el partido de gobierno, el Frente Farabundo Martí para la Liberación Nacional (FMLN), estas elecciones significaron un retroceso importante de cara a su último año de gobierno antes de las elecciones presidenciales de 2019 perdiendo 8 diputados, viendo reducidos sus gobierno municipales (sin contar coaliciones) a 64 (22 menos que en 2015), y perdiendo alrededor de un 40% de su electorado.
En la composición de la Asamblea Legislativa, las bancadas del Partido de Concertación Nacional (PCN) y el Partido Demócrata Cristiano (PDC) aumentaron su representación en 2 diputados cada uno, mientras que el partido Gran Alianza por la Unidad Nacional (GANA) se mantiene como tercera fuerza legislativa sin cambios en el número de escaños. Tras la debacle del oficialismo en la circunscripción de San Salvador, impulsada por el ausentismo y el voto de protesta apoyado por el movimiento ciudadano formado en torno a la figura del alcalde de San Salvador, Nayib Bukele, el partido Cambio Democrático (CD) consiguió recuperar representación en el Legislativo, mientras que las candidaturas no partidarias (4) lograron un hito histórico al superar en votos a partidos minoritarios como CD, Partido Social Demócrata (PSD) y Fraternidad Patriota Salvadoreña (FPS), consiguiendo así mismo una diputación para el candidato Leonardo Bonilla, la primera no partidaria desde la apertura del proceso para los ciudadanos sin afiliación ordenada por la Corte Suprema de Justicia en 2012.

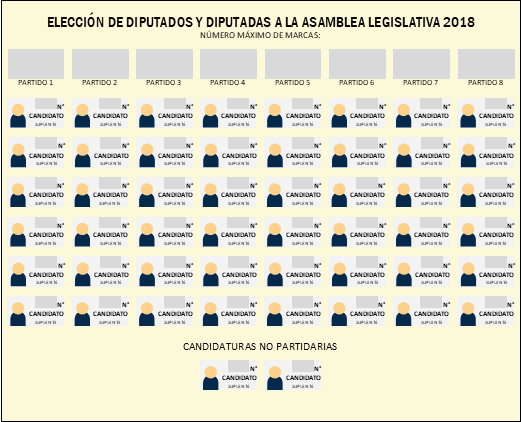
Modelo de papeleta de votación para la Asamblea Legislativa

| Candidatos inscritos / electos | Candidatos inscritos / electos | Candidatos inscritos / electos | Candidatos inscritos / electos | Candidatos inscritos / electos | Candidatos inscritos / electos | Candidatos inscritos / electos | Candidatos inscritos / electos | Candidatos inscritos / electos | Candidatos inscritos / electos | Candidatos inscritos / electos | Candidatos inscritos / electos | Candidatos inscritos / electos | Candidatos inscritos / electos | Candidatos inscritos / electos | Candidatos inscritos / electos | Candidatos inscritos / electos | Candidatos inscritos / electos | Candidatos inscritos / electos | Candidatos inscritos / electos | Candidatos inscritos / electos |
| ------------------------------ | ------------------------------ | ------------------------------ | ------------------------------ | ------------------------------ | ------------------------------ | ------------------------------ | ------------------------------ | ------------------------------ | ------------------------------ | ------------------------------ | ------------------------------ | ------------------------------ | ------------------------------ | ------------------------------ | ------------------------------ | ------------------------------ | ------------------------------ | ------------------------------ | ------------------------------ | ------------------------------ |
| Circunscripción                | Partidos políticos             | Partidos políticos             | Partidos políticos             | Partidos políticos             | Partidos políticos             | Partidos políticos             | Partidos políticos             | Partidos políticos             | Partidos políticos             | Partidos políticos             | Partidos políticos             | Partidos políticos             | Partidos políticos             | Partidos políticos             | Partidos políticos             | Partidos políticos             | Partidos políticos             | Partidos políticos             | TOTAL                          | TOTAL                          |
| Circunscripción                |                                |                                |                                |                                |                                |                                |                                |                                |                                |                                |                                |                                |                                |                                |                                |                                |                                |                                | TOTAL                          | TOTAL                          |
| San Salvador                   | 24                             | 1                              | 24                             | 12                             | 24                             | 6                              | 24                             | -                              | 24                             | 2                              | 24                             | 1                              | 24                             | 1                              | 24                             | -                              | 4                              | 1                              | 196                            | 24                             |
| La Libertad                    | - a                            | - a                            | 10                             | 5                              | 10 a                           | 3                              | 10                             | -                              | 10                             | 1                              | 10                             | 1                              | 10                             | -                              | 10                             | -                              | -                              | -                              | 70                             | 10                             |
| Santa Ana                      | 7                              | -                              | 7                              | 3                              | 7 b                            | 1                              | 7                              | -                              | 7                              | 1                              | 7                              | 1                              | 7                              | 1                              | - b                            | - b                            | -                              | -                              | 49                             | 7                              |
| San Miguel                     | 6                              | -                              | 6                              | 2                              | 6                              | 2                              | 6                              | -                              | 6                              | 1                              | 3 c                            | -                              | 3 c                            | 1                              | 6                              | -                              | -                              | -                              | 42                             | 6                              |
| Sonsonate                      | 6                              | -                              | 6                              | 2                              | 6                              | 2                              | 6                              | -                              | 6                              | 1                              | 6                              | 1                              | 6                              | -                              | 6                              | -                              | -                              | -                              | 48                             | 6                              |
| Usulután                       | -                              | -                              | 5                              | 2                              | 5                              | 2                              | 5                              | -                              | 5                              | 1                              | 5                              | -                              | -                              | -                              | 5                              | -                              | -                              | -                              | 30                             | 5                              |
| Ahuachapán                     | - d                            | - d                            | 4                              | 2                              | 3 d                            | 1                              | 4                              | -                              | 4                              | -                              | 4                              | 1                              | 4                              | -                              | 1 d                            | -                              | -                              | -                              | 24                             | 4                              |
| La Paz                         | -                              | -                              | 4                              | 2                              | 4                              | 1                              | 4                              | -                              | 4                              | 1                              | 4                              | -                              | 4                              | -                              | 4                              | -                              | -                              | -                              | 28                             | 4                              |
| Cabañas                        | -                              | -                              | 3                              | 1                              | 3                              | -                              | 3                              | -                              | 3                              | 1                              | 3                              | 1                              | -                              | -                              | -                              | -                              | -                              | -                              | 15                             | 4                              |
| Chalatenango                   | 3                              | -                              | 3                              | 1                              | 3                              | 1                              | 3                              | -                              | 3                              | -                              | 3                              | 1                              | 3                              | -                              | 3                              | -                              | -                              | -                              | 24                             | 3                              |
| Cuscatlán                      | -                              | -                              | 3                              | 1                              | 3                              | 1                              | 3                              | -                              | 3                              | -                              | 3                              | 1                              | -                              | -                              | 3                              | -                              | -                              | -                              | 18                             | 3                              |
| La Unión                       | -                              | -                              | 3                              | 2                              | 3                              | 1                              | -                              | -                              | 3                              | -                              | 3                              | -                              | 3                              | -                              | 3                              | -                              | -                              | -                              | 18                             | 3                              |
| Morazán                        | -                              | -                              | 2 e                            | 1                              | 3                              | 1                              | -                              | -                              | 3                              | 1                              | 1 e                            | -                              | -                              | -                              | -                              | -                              | -                              | -                              | 9                              | 3                              |
| San Vicente                    | -                              | -                              | 2 f                            | 1                              | 3                              | 1                              | 3                              | -                              | 3                              | 1                              | 1 f                            | -                              | -                              | -                              | 3                              | -                              | -                              | -                              | 15                             | 3                              |
| TOTAL                          | 46                             | 1                              | 82                             | 37                             | 83                             | 23                             | 78                             | -                              | 84                             | 11                             | 77                             | 8                              | 64                             | 3                              | 68                             | -                              | 4                              | 1                              | 586                            | 84                             |

NOTAS:

a FMLN y CD participan como coalición en La Libertad.

b FMLN y PSD participan como coalición en Santa Ana.

c PCN y PDC participan como coalición en San Miguel.

d CD, FMLN y PSD participan como coalición en Ahuachapán.

e ARENA y PCN participan como coalición en Morazán.

f ARENA y PCN participan como coalición en San Vicente.

## Resultados Finales
|  | 41.72 % |

|  | 24.54 % |

|  | 11.45 % |

|  | 10.87 % |

|  | 5.11 % |

|  | 0.94 % |

|  | 0.67 % |

|  | 89.59 % |

|  | 8.19 % |

|  | 2.22 % |

|  | 45.73 % |

|  | 54.27 % |

#### Resultados por Departamento
| Depto        |               |              |              |              |              |             |              | Total |
| ------------ | ------------- | ------------ | ------------ | ------------ | ------------ | ----------- | ------------ | ----- |
| Ahuachapán   | 2 () 36,42%   | 1 () 25,25%  | 0 () 7,08%   | 1 () 27,46%  | 0 () 1,71%   |             |              | 4     |
| Cabañas      | 1 () 39,46%   | 0 (1) 16,61% | 1 () 20,01%  | 1 (1) 23,39% |              |             |              | 3     |
| Chalatenango | 1 () 29,96%   | 1 () 25,91%  | 0 () 12,29%  | 1 () 30,19%  | 0 () 0,78%   | 0 () 0,52%  |              | 3     |
| Cuscatlán    | 1 () 37,90%   | 1 () 27,29%  | 0 () 2,94%   | 1 () 30,38%  |              |             |              | 3     |
| La Libertad  | 5 () 53,71%   | 3 (1) 25,58% | 1 () 10,11%  | 1 (1) 6,20%  | 0 () 2,36%   |             |              | 10    |
| La Paz       | 2 () 44,15%   | 1 () 26,88%  | 1 () 18,24%  | 0 () 7,57%   | 0 () 1,66%   |             |              | 4     |
| La Unión     | 2 (1) 47,36%  | 1 () 26,10%  | 0 (1) 12,11% | 0 () 7,59%   | 0 () 6,26%   |             |              | 3     |
| Morazán      | 1 () 50,14%   | 1 () 31,61%  | 1 () 18,25%  |              |              |             |              | 3     |
| San Miguel   | 2 () 29,02%   | 2 (1) 32,34% | 1 () 17,90%  |              | 1 (1) 19,20% | 0 () 0,72%  |              | 6     |
| San Salvador | 12 (1) 50,26% | 6 (4) 26,10% | 2 (1) 6,30%  | 1 () 5,43%   | 1 () 3,89%   | 1 (1) 2,60% |              | 24    |
| San Vicente  |               | 1 () 29,55%  | 0 (1) 17,95% |              |              |             | 2 (1) 51,36% | 3     |
| Santa Ana    | 3 () 38,07%   | 1 (1) 19,10% | 1 () 13,57%  | 1 () 16,47%  | 1 (1) 9,99%  | 0 () 0,82%  |              | 7     |
| Sonsonate    | 2 () 42,25%   | 2 () 25,90%  | 1 () 11,83%  | 1 () 12,83%  | 0 () 3,88%   | 0 () 2,06%  |              | 6     |
| Usulután     | 2 () 38,44%   | 2 () 39,41%  | 1 () 15,28%  | 0 () 5,14%   |              |             |              | 5     |
| TOTAL        | 36 ( 2)       | 23 ( 8)      | 10 ( 1)      | 8 ( 2)       | 3 ( 2)       | 1 ( 1)      | 2 ( 1)       | 84    |
| TOTAL        |               |              |              |              |              |             |              | 84    |

## Resultados por Departamento

#### San Salvador
Votos por partidos y diputados obtenidos
|  | 50.26 % |

|  | 26.10 % |

|  | 6.30 % |

|  | 5.43 % |

|  | 3.89 % |

|  | 2.83 % |

|  | 2.60 % |

|  | 1.42 % |

|  | 1.17 % |

|  | 42.62 % |

Votos por diputado electo
| No. | Candidato electo        | Partido        | Votos obtenidos |
| 1   | Norman Quijano          | ARENA          | 100 445         |
| 2   | René Portillo Cuadra    | ARENA          | 78 424          |
| 3   | Margarita Escobar       | ARENA          | 70 461          |
| 4   | Milena Mayorga          | ARENA          | 56 871          |
| 5   | Emilio Corea            | ARENA          | 51 546          |
| 6   | Mauricio Ernesto Vargas | ARENA          | 48 866          |
| 7   | Marta Evelyn Batres     | ARENA          | 48 582          |
| 8   | David Reyes             | ARENA          | 48 271          |
| 9   | Patricia Valdivieso     | ARENA          | 47 317          |
| 10  | Marcela Villatoro       | ARENA          | 45 671          |
| 11  | José Andrés Hernández   | ARENA          | 44 167          |
| 12  | Alejandrina Castro      | ARENA          | 42 281          |
| 13  | Nidia Díaz              | FMLN           | 31 839          |
| 14  | Karina Sosa             | FMLN           | 28 975          |
| 15  | Guillermo Gallegos      | GANA           | 28 408          |
| 16  | Anabel Belloso          | FMLN           | 26 627          |
| 17  | Yanci Urbina            | FMLN           | 23 699          |
| 18  | Carlos Ruiz             | FMLN           | 23 010          |
| 19  | Damián Alegría          | FMLN           | 22 533          |
| 20  | Eeileen Romero          | PCN            | 20 718          |
| 21  | Leonardo Bonilla        | No Partidarios | 18 187          |
| 22  | Rodolfo Parker          | PDC            | 16 403          |
| 23  | Juan José Martel        | CD             | 14 044          |
| 24  | Osiris Luna             | GANA           | 8 277           |

#### La Libertad
Votos por partidos y diputados obtenidos
|  | 53.71 % |

|  | 25.58 % |

|  | 10.11 % |

|  | 6.20 % |

|  | 2.36 % |

|  | 1.05 % |

|  | 0.99 % |

|  | 47.27 % |

Votos por diputado electo
| No. | Candidato electo         | Partido | Votos obtenidos |
| 1   | Rodrigo Ávila            | ARENA   | 53 689          |
| 2   | Karla Hernández          | ARENA   | 31 745          |
| 3   | Felissa Cristales        | ARENA   | 29 627          |
| 4   | Ricardo Velásquez Parker | ARENA   | 28 496          |
| 5   | Gustavo Escalante        | ARENA   | 24 697          |
| 6   | Francis Zablah           | GANA    | 23 289          |
| 7   | Cristina Cornejo         | FMLN    | 17 149          |
| 8   | Manuel Flores            | FMLN    | 15 868          |
| 9   | Rina Araujo              | FMLN    | 13 948          |
| 10  | Raúl Beltrán             | PCN     | 10 697          |

#### Santa Ana
Votos por partidos y diputados obtenidos
|  | 38.07 % |

|  | 19.10 % |

|  | 16.47 % |

|  | 13.57 % |

|  | 9.99 % |

|  | 1.98 % |

|  | 0.82 % |

|  | 40.37 % |

Votos por diputado electo
| No. | Candidato electo    | Partido | Votos obtenidos |
| 1   | Francisco Merino    | PCN     | 20 868          |
| 2   | Mario Marroquín     | ARENA   | 20 032          |
| 3   | Javier Palomo       | ARENA   | 19 508          |
| 4   | Josué Godoy         | ARENA   | 17 967          |
| 5   | Juan Carlos Mendoza | GANA    | 17 614          |
| 6   | Margarita López     | FMLN    | 10 342          |
| 7   | Jorge Mazariego     | PDC     | 7 943           |

#### San Miguel
Votos por partidos y diputados obtenidos
|  | 32.34 % |

|  | 29.02 % |

|  | 19.20 % |

|  | 17.90 % |

|  | 0.72 % |

|  | 0.56 % |

|  | 0.26 % |

|  | 43.25 % |

Votos por diputado electo
| No. | Candidato electo  | Partido | Votos obtenidos |
| 1   | Edgar Escolán     | ARENA   | 27 776          |
| 2   | Reynaldo Carballo | PDC     | 25 573          |
| 3   | Numan Salgado     | GANA    | 23 453          |
| 4   | Dina Argueta      | FMLN    | 21 504          |
| 5   | Lucía de León     | ARENA   | 17 497          |
| 6   | Rodolfo Martínez  | FMLN    | 15 841          |

#### Sonsonate
Votos por partidos y diputados obtenidos
|  | 42.25 % |

|  | 25.90 % |

|  | 12.83 % |

|  | 11.83 % |

|  | 3.88 % |

|  | 2.06 % |

|  | 0.77 % |

|  | 0.47 % |

|  | 45.75 % |

Votos por diputado electo
| No. | Candidato electo | Partido | Votos obtenidos |
| 1   | Silvia Ostorga   | ARENA   | 27 889          |
| 2   | Mayteé Iraheta   | ARENA   | 23 514          |
| 3   | José Almendáriz  | PCN     | 17 649          |
| 4   | Adelmo Rivas     | GANA    | 15 126          |
| 5   | Jaime Sandoval   | FMLN    | 12 158          |
| 6   | Javier Valdez    | FMLN    | 11 745          |

#### Usulután
Votos por partidos y diputados obtenidos
|  | 39.41 % |

|  | 38.44 % |

|  | 15.28 % |

|  | 5.14 % |

|  | 1.15 % |

|  | 0.58 % |

|  | 44.22 % |

Votos por diputado electo
| No. | Candidato electo     | Partido | Votos obtenidos |
| 1   | Orlando Candray      | ARENA   | 27 889          |
| 2   | Jorge Schafik Handal | FMLN    | 23 514          |
| 3   | Lucía Baires         | FMLN    | 17 649          |
| 4   | Rigoberto Soto       | GANA    | 15 126          |
| 5   | Mauricio Linares     | ARENA   | 12 158          |

#### Ahuachapán
Votos por partidos y diputados obtenidos
|  | 36.42 % |

|  | 27.46 % |

|  | 25.25 % |

|  | 7.08 % |

|  | 2.08 % |

|  | 1.71 % |

|  | 52.45 % |

Votos por diputado electo
| No. | Candidato electo     | Partido | Votos obtenidos |
| 1   | Serafín Orantes      | PCN     | 28 445          |
| 2   | Ricardo Godoy        | ARENA   | 21 006          |
| 3   | Arturo Simeón Magaña | ARENA   | 16 098          |
| 4   | Rigoberto Soto       | FMLN    | 15 081          |

#### La Paz
Votos por partidos y diputados obtenidos
|  | 44.15 % |

|  | 26.88 % |

|  | 18.24 % |

|  | 7.57 % |

|  | 1.66 % |

|  | 1.07 % |

|  | 0.43 % |

|  | 50.12 % |

Votos por diputado electo
| No. | Candidato electo | Partido | Votos obtenidos |
| 1   | Rosa Romero      | ARENA   | 22 842          |
| 2   | Mario Tenorio    | GANA    | 14 946          |
| 3   | Bonner Jiménez   | ARENA   | 14 725          |
| 4   | Alma Cruz        | FMLN    | 11 896          |

#### La Unión
Votos por partidos y diputados obtenidos
|  | 47.36 % |

|  | 26.10 % |

|  | 12.11 % |

|  | 7.59 % |

|  | 6.26 % |

|  | 0.58 % |

|  | 42.64 % |

Votos por diputado electo
| No. | Candidato electo | Partido | Votos obtenidos |
| 1   | Jorge Rosales    | ARENA   | 16 627          |
| 2   | Daniel Reyes     | FMLN    | 11 451          |
| 3   | Mario Martínez   | ARENA   | 10 683          |

#### Cuscatlán
Votos por partidos y diputados obtenidos
|  | 37.90 % |

|  | 30.38 % |

|  | 27.29 % |

|  | 2.94 % |

|  | 0.82 % |

|  | 0.67 % |

|  | 54.13 % |

Votos por diputado electo
| No. | Candidato electo | Partido | Votos obtenidos |
| 1   | Mario Ponce      | PCN     | 19 804          |
| 2   | Alberto Romero   | ARENA   | 16 910          |
| 3   | Milton Garay     | FMLN    | 8 377           |

#### Chalatenango
Votos por partidos y diputados obtenidos
|  | 30.19 % |

|  | 29.96 % |

|  | 25.91 % |

|  | 12.29 % |

|  | 0.78 % |

|  | 0.52 % |

|  | 0.19 % |

|  | 0.16 % |

|  | 53.23 % |

Votos por diputado electo
| No. | Candidato electo | Partido | Votos obtenidos |
| 1   | Reynaldo Cardoza | PCN     | 22 460          |
| 2   | Julio Fabián     | ARENA   | 10 531          |
| 3   | Audelia López    | FMLN    | 7 930           |

#### Morazán
Votos por partidos y diputados obtenidos
|  | 50.14 % |

|  | 31.61 % |

|  | 18.25 % |

|  | 56.19 % |

Votos por diputado electo
| No. | Candidato electo  | Partido     | Votos obtenidos |
| 1   | Mariano Blanco    | ARENA - PCN | 20 155          |
| 2   | Catalino Castillo | FMLN        | 12 539          |
| 3   | Guadalupe Vásquez | GANA        | 9 979           |

#### San Vicente
Votos por partidos y diputados obtenidos
|  | 51.36 % |

|  | 29.55 % |

|  | 17.95 % |

|  | 0.62 % |

|  | 0.52 % |

|  | 48.65 % |

Votos por diputado electo
| No. | Candidato electo | Partido     | Votos obtenidos |
| 1   | Donato Vaquerano | ARENA - PCN | 21 305          |
| 2   | Elizabeth Gómez  | FMLN        | 8 649           |
| 3   | Roberto Angulo   | ARENA - PCN | 7 842           |

#### Cabañas
Votos por partidos y diputados obtenidos
|  | 39.46 % |

|  | 23.39 % |

|  | 20.01 % |

|  | 16.61 % |

|  | 0.53 % |

|  | 46.90 % |

Votos por diputado electo
| No. | Candidato electo | Partido | Votos obtenidos |
| 1   | Carlos Reyes     | ARENA   | 15 492          |
| 2   | José Urías       | PCN     | 11 379          |
| 3   | Lorenzo Rivas    | GANA    | 8 641           |